# Винник, Соломия Дмитриевна
Соломия Дмитриевна Винник (укр. Винник Соломія Дмитрівна, род. 27 ноября 2001 года) — украинская спортсменка, борец вольного стиля, призёр чемпионатов Европы 2019, 2024 и 2025 годов.

## Биография
Родилась в 2001 году. В 2018 году стала чемпионкой Европы в весовой категории до 53 кг среди 
В феврале 2020 года на чемпионате континента в итальянской столице, в весовой категории до 55 кг Соломия в схватке за чемпионский титул уступила спортсменке из России Ольге Хорошавцевой и завоевала серебряную медаль европейского первенства. В 2021 взяла серебро на Первенстве мира среди борцов до 23 лет в Сербии.
В апреле 2025 года на чемпионате Европы в Братиславе в весовой категории до 57 кг завоевала бронзовую медаль. В схватке за третье место одолела соперницу из Беларуси Арину Мартынову.

## Личная информация
У Соломии есть сестра-близнец Мария, которая так же является чемпионкой Украины 2023 года.